# Liste der Wappen im Landkreis Ahrweiler
Diese Liste beinhaltet – geordnet nach der Verwaltungsgliederung – alle in der Wikipedia gelisteten Wappen des Landkreises Ahrweiler in Rheinland-Pfalz. In dieser Liste werden die Wappen mit dem Gemeindelink angezeigt.

## Landkreis Ahrweiler

Wappen des Landkreises Ahrweiler
Lage in Rheinland-Pfalz
Lage in Deutschland

### Verbandsfreie Gemeinden/Städte

Bad Neuenahr-Ahrweiler, Stadt
Grafschaft, Gemeinde
Remagen, Stadt
Sinzig, Stadt

### Historische Wappen der verbandsfreien Gemeinden/Städte
Bad Neuenahr-Ahrweiler wurde 1969 aus Bad Neuenahr und Ahrweiler zu einer verbandsfreien Stadt zusammengeführt:

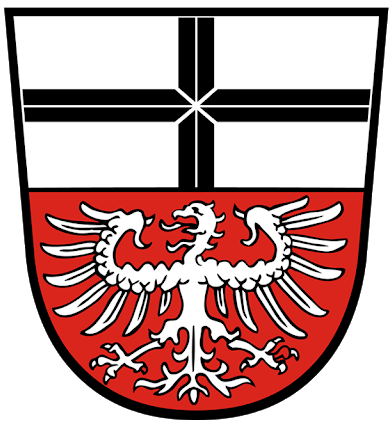
Ahrweiler, Stadt
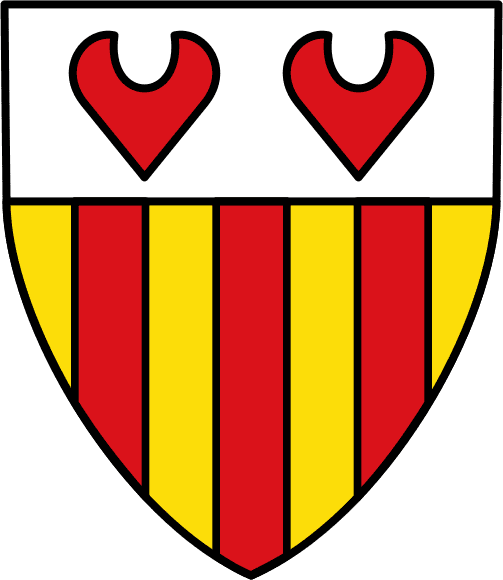
Bachem, Stadtteil von Bad Neuenahr-Ahrweiler
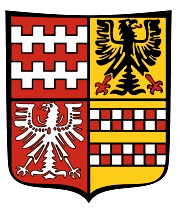
Bad Bodendorf, Stadtteil von Sinzig
Bad Neuenahr (Details)
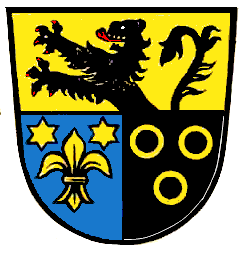
Bengen, Stadtteil von Grafschaft (Rheinland)
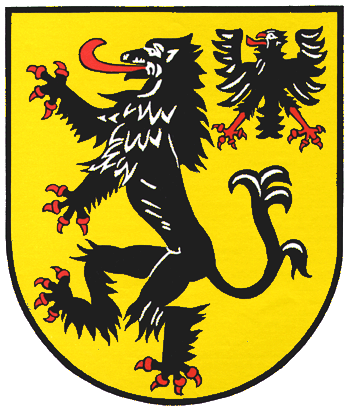
Heimersheim, Stadtteil von Bad Neuenahr-Ahrweiler
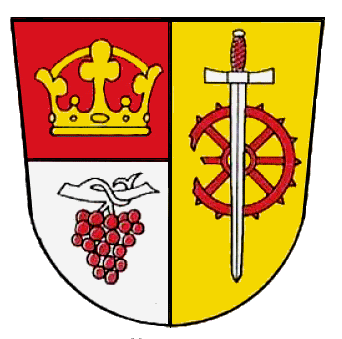
Gimmigen, Stadtteil von Bad Neuenahr-Ahrweiler

### Verbandsgemeinde Adenau

Verbandsgemeinde Adenau

Adenau, Stadt
Antweiler
Aremberg
Barweiler
Bauler
Dankerath
Dorsel
Dümpelfeld
Eichenbach
Fuchshofen
Harscheid
Herschbroich
Hoffeld
Honerath
Hümmel
Insul
Kaltenborn
Kottenborn
Leimbach
Meuspath
Müllenbach
Müsch
Nürburg
Ohlenhard
Pomster
Quiddelbach
Reifferscheid
Rodder
Schuld
Senscheid
Sierscheid
Trierscheid
Wershofen
Wiesemscheid
Wimbach
Winnerath
Wirft

### Verbandsgemeinde Altenahr

Verbandsgemeinde Altenahr

Ahrbrück
Altenahr
Berg
Dernau
Heckenbach
Hönningen
Kalenborn
Kesseling
Kirchsahr
Lind
Mayschoß
Rech

### Verbandsgemeinde Bad Breisig

Verbandsgemeinde Bad Breisig

Bad Breisig, Stadt
Brohl-Lützing
Gönnersdorf
Waldorf

### Verbandsgemeinde Brohltal

Verbandsgemeinde Brohltal

Brenk
Burgbrohl
Dedenbach
Galenberg
Glees
Hohenleimbach
Kempenich
Königsfeld
Niederdürenbach
Niederzissen
Oberdürenbach
Oberzissen
Schalkenbach
Spessart
Wassenach
Wehr
Weibern